# 毒番石榴
毒番石榴，学名，又名马疯大戟木，是一種属於大戟科烏桕族的喬木植物，原生於美國佛羅里達州、巴哈馬群島、加勒比海、中美洲及南美洲北部等新热带界地區，有劇毒。其纹理细密的黄褐色木材常被用来做家具。

## 描述
毒番石榴樹可长至6到15米高，樹皮帶灰色，葉片亮綠，厚密、呈椭圆形，开绿色小花。果实如核桃大小，形似苹果，綠色或黃綠色。
毒番石榴樹通常於海岸的沙灘生長，是非常優良的防沙林作物，其根部能有效把沙抓緊，從而令沙灘免於受海浪或強風侵蝕。

## 毒性
毒番石榴的白色汁液有剧毒，會令皮膚出現好像得了痳瘋一樣的病徵，因此又名「马疯大戟木」。亦因為這個原因，毒番石榴亦成為了一些雀鳥躲避掠食者的好地方，例如：索哥羅鳩就愛在毒番石榴生長的地方來躲避家貓。

## 參看
- 巴哈馬乾林